# Owen Thomas Jones
Owen Thomas Jones (Beulah, 16 aprile 1878 – Cambridge, 5 maggio 1967) è stato un geologo gallese.

## Biografia

### Formazione
Owen Thomas Jones nacque nel villaggio di Beulah, vicino a Newcastle Emlyn, nel Cardiganshire (l'odierno Ceredigion), ed era l'unico figlio di David Jones e Margaret Thomas. Owen Thomas Jones frequentò la scuola del villaggio locale a Trewen prima di iscriversi alla Pencader Grammar School nel 1893. Nel 1896, iniziò gli studi presso lo University College di Aberystwyth, per studiare fisica, per poi laurearsi nel 1900. Successivamente, Jones andò al Trinity College di Cambridge, per poi laurearsi in scienze naturali nel 1902.

### Carriera
Nel 1903, Jones entrò a far parte del British Geological Survey, lavorando vicino alla sua casa nel Carmarthenshire e nel Pembrokeshire. Nel 1910, Jones fu nominato primo professore di geologia ad Aberystwyth. Nel 1913, divenne professore di geologia all'Università di Manchester e poi, nel 1930, Woodwardian Professor of Geology all'Università di Cambridge, posizione mantenuta fino al 1943. Jones dedicò la sua vita allo studio della geologia del Galles.
Nel 1926, Jones divenne un Fellow della Royal Society londinese. Nel 1956 fu insignito della Medaglia Royal dalla Royal Society; quando gli venne consegnata l'onorificenza, fu definito "il più versatile dei geologi britannici viventi". Lo stesso anno ricevette la Medaglia Wollaston e la Medaglia Lyell della Geological Society of London, di cui fu anche presidente per due volte.

### Morte
Morì a Cambridge all'età di 89 anni.